# Чок Майдан
Чок Майдан (на румънски: Cioc-Maidan) е село в автономния район Гагаузия в Южна Молдова. Населението му е 2903 души (2014 г.).
Разположено е на 180 m надморска височина в Черноморската низина, на 11 km западно от границата с Украйна и на 14 km североизточно от град Комрат. Селото е основано през 1806 година от гагаузки преселници от Балканите.